# Cristina Iglesia
Cristina Església (Corrientes, 1944) és una escriptora i assagista argentina. Els seus treballs especialitzats en literatura argentina del període colonial i segle xix són reconeguts en el camp acadèmic dels estudis culturals llatinoamericans.

## Biografia
Va néixer a Corrientes el 1944 i des de 1967 viu a Buenos Aires. Va estudiar Lletres a la Universitat Nacional del Nord-est i va estar a càrrec, com a professora Regular Titular de la Càtedra de Literatura Argentina I (Colonial i Segle XIX) en la Facultat de Filosofia i Lletres de la Universitat de Buenos Aires, fins al 2014.

## Trajectòria professional
Les seves recerques i els seus treballs crítics aborden les relacions entre ficció i història en la literatura colonial rioplatense, la constitució de les figures autorals dels escriptors i escriptores fundadors de la literatura argentina del segle xix. S'especialitza també en les maneres de l'autoficció al segle xix.
Va dirigir i dirigeix tesi de doctorat a la Universitat de Buenos Aires, en la de París VIII i a la Universitat Federal de Rio de Janeiro.
Va dictar cursos de doctorat en Universitats de l'Argentina, Estats Units, Brasil i França i Itàlia. Va participar com panelista convidada en nombrosos congressos nacionals i internacionals i va dictar conferències en l'Argentina, Espanya, Bèlgica, França, Itàlia, Brasil, República Dominicana i els Estats Units
Va residir a Berlín amb una beca de l'Institut Iberoamericana de Literatura.
És membre de la Comissió Directiva del Mestratge de Literatures Llatinoamericana i Espanyola de la Facultat de Filosofia i Lletres de la UBA i la va dirigir en el període 2011-2012.

## Obres
- Història Crítica de la Literatura Argentina, Vol. 1 (en col·laboració) dirigida per Noé Jitrik, Emecé Editors,2014.
- Relats complets Gerardo Pisarello (estudi preliminar i edició), Buenos Aires, Arts Gràfiques Papirs S. a. 2008.
- Lletres i divises. Assajos sobre literatura i rosismo, Buenos Aires, Eudeba, 1998 (Santiago Arcs, 2004)[2]
- La violència de l'atzar. Assajos sobre literatura argentina, Buenos Aires, Fons de Cultura Econòmica, 2003
- “Contingències de la intimitat” en Història de la vida privada en l'Argentina, Vol. I, Taurus Alfaguara, Buenos Aires, 1999
- Causeries éditas i inèdites de Lucio V Mansilla, Editorial Biblos
- Illes de la memòria. Sobre l'Autobiografia de Victoria Ocampo, Buenos Aires, Conca del Plata, 1996
- L'aixovar de la pàtria. Assajos crítics sobre Juana Manuela Gorriti, (compilació i pròleg), Buenos Aires, Feminaria, 1993
- "La dona captiva" en Història de les dones; Dir. Duby, J., M. Perrot i A. Farge, Madrid, Taurus, 1992[3]
- Captives i missioners, mites blancs de la conquesta (en col·laboració), Buenos Aires, Catàlegs, 1987

### Ficció
- Justo Entonces, Beatriz Viterbo, 2014[4]
- Corrientes, Beatriz Viterbo,2010[4]